# Can't Knock the Hustle
"Can't Knock the Hustle" é o terceiro single do álbum de estreia de Jay-Z, Reasonable Doubt. A canção apresenta uma base produzida por Knobody, co-produzida por Sean C e Dahoud Darien, assim como um refrão cantado por Mary J. Blige.

## Aclamação
Além de ter alcançando a posição de número 73 na Billboard Hot 100 e número 30 na UK Singles Chart, "Can't Knock the Hustle" também recebeu muita aclamação da crítica. Como Steve Juon do RapReviews.com disse: "Knobody fez uma faixa de abertura incrivelmente suave para Jay que se tornou o mantra da sua carreira. Com uma batida balançante e Mary J. Blige no gancho, a música foi infinatamente dançante, mas as letras que ele manda foram longe de qualquer merda medíocre." Juon também considera o clipe o clipe dirigido por Hype Williams para "Can't Knock the Hustle" de "qualidade de filme."

## Lista de faixas do single

### CD
1. "Can't Knock the Hustle (Original Mix)"
2. "Can't Knock the Hustle (Instrumental)"
3. "Can't Knock the Hustle (Acapella)"
4. "Can't Knock the Hustle (Hani Remix)"

### Vinil

#### Lado=A
1. "Can't Knock the Hustle (Original Mix)"
2. "Can't Knock the Hustle (Instrumental)"
3. "Can't Knock the Hustle (Acapella)"

#### Lado-B
1. "Can't Knock the Hustle (Hani Remix)"